# Baissoptera grandis
Baissoptera grandis là một loài côn trùng trong họ Baissopteridae thuộc bộ Raphidioptera. Loài này được Ren in Ren et al. miêu tả năm 1995.